# 工商管理碩士

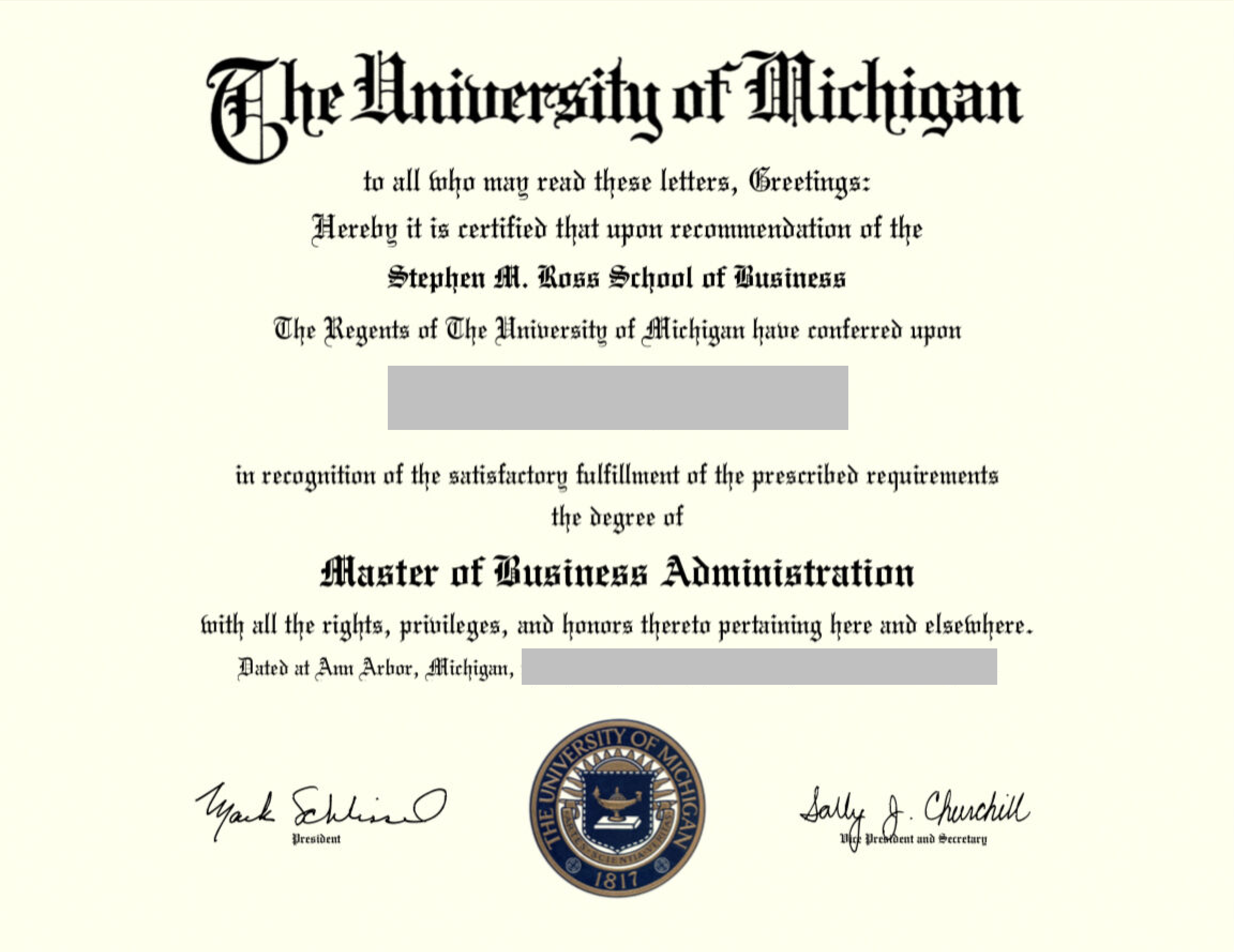
美国密西根大学的工商管理硕士文凭

企業管理碩士（英語：Master of Business Administration，簡稱：MBA），又称工商管理碩士、經營管理碩士，是商學院或管理學院為培養能夠勝任企業經營與管理工作的人才而設置的專業學位，提供商學相關領域課程給大學畢業和在職人士進修。研究領域包括管理學及組織行為學、財務管理及會計學、行銷學、作業管理、資訊管理、應用經濟學及醫務管理等。
也有許多商學院並針對中高階經理人進修需求設置高階主管的“企業管理碩士在職專班”，中國大陆称“高级管理人员工商管理硕士”，即，簡稱EMBA。

## 學程類型
- 全職學程（英語：Full-Time MBA Program）：
- 在職學位學程（英語：Part-Time MBA Program）：
- 線上學程（英語：Online MBA Program）[1]：
- 高階主管在職專班（英語：Executive MBA Program，簡稱 EMBA）：由美國芝加哥大学首创，已经成为工商學界普遍开设的硕士专业教育和课程。有媒体评论大部分就读EMBA者的动机是为了积累人脉混关系。[2]為配合進修者上班時間，此等學程通常為在職專班，僅在平日晚上或週末上課。

## 國際企業管理碩士學程
全球設有企業管理碩士學程的商學院眾多，以下列出部分學校。

### 非洲
在2012年《金融時報》的高級管理教育排名中，有五所非洲商學院入選。

#### 尼日利亞
在尼日利亞，設於傳統大學內的商學院提供多種MBA課程。此外，也有一些與外國商學院合作的獨立商學院在當地運作。

#### 南非
南非的高等教育委員會（CHE）於2004年對全國所提供的MBA課程進行了全面的重新認證。

#### 迦納
迦納的傳統大學設有商學院，提供各類MBA課程；此外，也有獲得國外認證的機構透過遠距教學提供MBA學位課程。

#### 肯亞
在肯亞，許多公立與私立大學均提供MBA課程。學生可專注於會計、金融、創業、保險或人力資源等領域。整個課程為期四學期，每學期約四個月。

### 亚洲
國際MBA課程在亞洲日益建立起品牌價值。例如，在菲律賓雖然外國MBA學位仍受青睞，但越來越多學生選擇就讀當地提供的英語授課「全球MBA」課程。香港、印尼、馬來西亞、新加坡、南韓、中華民國和泰國等地也提供全英語授課的MBA課程。
為吸引國際學生，許多亞洲MBA課程提供獎學金與學費優惠，鼓勵課堂多元化與國際交流。
亞太地區的商學院排名已由《Asia Inc.》這本在全球發行的區域性商業雜誌進行評比。中國對MBA教育的重要性亦日漸提升。

#### 孟加拉
目前孟加拉有超過50所商學院提供MBA課程，主要對象是沒有工作經驗的大學畢業生。大多數MBA課程為期兩年的全日制課程。這些課程很少使用GMAT作為入學標準。商學院通常自行舉辦入學考試，但與其提供入門課程或認證相比，採用此方式的理由並不明確。課程均以英文授課。

#### 台灣
- 國立臺灣大學管理學院[5]
- 國立政治大學商學院[6]
- 國立臺灣科技大學管理學院[7][8]
- 國立中山大學管理學院[9][10][11][12][13]

#### 中國大陸
1990年，国务院学位委员会正式批准設立MBA學位並試點MBA教育。1991年，国务院学位委员会批准9所國內高校開展MBA教育試點工作。此後，中國大陸陸續批准更多院校開展MBA培訓。目前，全國共有229所高校開設MBA課程，總計超過500個項目。
- 北京大学光华管理学院
- 清華大學經濟管理學院（Tsinghua University School of Economics and Management）
- 复旦大学管理学院（Fudan University School of Management）
- 上海交通大学安泰经济与管理学院（Shanghai Jiao Tong University: Antai）
- 上海高级金融学院（SAIF）
- 中歐國際工商學院（CEIBS）
- 上海财经大学商学院（Shanghai University of Finance and Economics: College of Business）
- 浙江大學管理學院
- 武漢大學經濟與管理學院
- 南京大學商學院

#### 香港
- 香港大學商學院（HKU Business School）
- 香港中文大學商學院（CUHK Business School）
- 香港科技大學商學院（HKUST Business School）
- 香港都會大學李兆基商業管理學院（HKMU Lee Shau Kee School of Business and Administration）
- 香港理工大学商学院（Faculty of Business at PolyU)

#### 印度
在印度，MBA是一項為期兩年的研究生學位，旨在培養學生的高階商業知識與技能。課程內容通常涵蓋財務、市場行銷、人力資源、營運及策略等多個領域。學生可以選擇線上或線下方式修讀MBA。
印度有眾多商學院與大學提供獲得印度技術教育委員會（AICTE）或大學教育委員會（UGC）認可的兩年制MBA或PGDM課程。
根據《彭博商業周刊》報導，印度管理學院（IIMs）是全球最難申請的學校之一。該系統共包括21所IIM學院，皆提供MBA學位。

#### 日本
在日本，目前僅有兩所商學院提供經國際認證（如AACSB、AMBA或EQUIS）的MBA學位。MBA的概念在當地尚未成為主流，這是因為許多傳統企業仍認為有關商業與管理的知識應透過實際經驗習得，而非在課堂上學習。實際上，有些企業甚至會將剛獲得MBA學位的人才安排到與其專業無關的部門，或試圖重新適應那些曾赴海外攻讀學位多年的日本員工。為了改善這種觀感，日本的高等教育機構正努力重新塑造MBA學位的形象，並更貼近當地企業文化的需求。

#### 馬來西亞
在馬來西亞，MBA學位因其強調實務技能與策略思維而深受雇主重視，常被視為職涯晉升與提升收入潛力的重要途徑。
報讀馬來西亞MBA課程通常需具備認可大學的學士學位、相關工作經驗，有時也需提供如GMAT或GRE等標準化考試成績。
公立與私立大學皆提供MBA與EMBA課程，多數MBA課程設有全日制與兼讀制兩種形式，並以全英語授課。

#### 尼泊爾
近年來，尼泊爾的大學開始提供一般MBA課程給應屆畢業生，以及為在職專業人士設計的高階MBA課程。除此之外，也有遠距教學中心與海外大學合作，提供線上MBA課程。

#### 巴基斯坦
巴基斯坦於1955年首次在美國以外開設MBA課程，當時是與費城的賓夕法尼亞大學合作開辦。如今，巴基斯坦共有187所獲得巴基斯坦高等教育委員會認可的大學或機構，為學生與專業人士提供MBA課程。

#### 新加坡
新加坡擁有多個享有盛譽的MBA課程。該國的三所國立大學皆設有頂尖的MBA項目：新加坡管理大學擁有三重認證；根據《金融時報》MBA排名，新加坡國立大學名列全球前20名；而南洋商學院則被《經濟學人》評為全球百大商學院之一。此外，許多國際學府如INSEAD、ESSEC、EDHEC等也在新加坡設有校區，提供MBA等課程。该國的著名课程包括：
- 新加坡国立大学商学院[20]
  - 新加坡國立大學高階行政人員工商管理碩士（NUS Executive MBA）
  - 新加坡國立大學中文高階行政人員工商管理碩士（NUS Executive MBA Chinese）
  - 加州大學洛杉磯分校－新加坡國立大學聯合高階行政人員工商管理碩士（UCLA－NUS Executive MBA）

#### 韓國
韓國的大學提供全日制與兼讀制MBA課程，通常為期兩年。韓國的第一個MBA課程由高麗大學商學院（KUBS）於1963年開設。2007年，韓國政府啟動「BK21」計畫，以提升韓國大學在全球MBA市場的競爭力。高麗大學商學院連續六年在BK21專業商業研究所評估中排名第一。同時，根據英國《金融時報》2015年全球百大EMBA排名，僅有兩所韓國大學上榜：高麗大學商學院排名全球第27位，延世大學則排名第45位。

### 歐洲

#### 英國
- 英國劍橋大學賈吉商學院（Cambridge Judge Business School）
- 英國倫敦大學商學院（London Business School）
- 英國牛津大學賽德商學院（Saïd Business School）
- 英國華威大學商學院（Warwick Business School）

#### 法國
- 法國歐洲工商管理學院（INSEAD）
- 法國巴黎高等商業研究學院（HEC Paris）

#### 西班牙
- 西班牙IE商學院

#### 瑞士
- 瑞士國際管理學院（IMD）

#### 比利時
- 比利時國立列日大學高等商學院 （HEC, University of Liege, Belgium）

#### 丹麥
- 丹麥哥本哈根商學院（CBS）

### 美洲

#### 美國
- 芝加哥大學布斯商學院（University of Chicago Booth School of Business）[21]
- 哥倫比亞大學商學院（Columbia Business School）[22]
- 杜克大學福夸商學院（Duke's Fuqua School of Business）[23]
- 哈佛大学商学院（Harvard Business School）[24]
- 麻省理工學院史隆管理學院（MIT Sloan School of Management）[25]
- 密西根大學羅斯商學院（Ross School of Business at the University of Michigan）[26]
- 紐約大學史登商學院（NYU Stern School of Business）[27]
- 西北大學凱洛格管理學院（Kellogg School of Management at Northwestern University）[28]
- 賓州大學華頓商學院（Wharton School of the University of Pennsylvania）[29]
- 南加州大學馬歇爾商學院（USC Marshall School of Business）[30]
- 史丹佛大學商學院（Stanford Graduate School of Business）[31]
- 耶魯大學管理學院（Yale School of Management）[32]

### 大洋洲

#### 澳洲
在澳大利亞，有42所商學院提供MBA學位，其中16所獲得AACSB、AMBA或EQUIS認證。各大學透過取得國際認證及專注於國內外排名來區別自身。大部分MBA課程為一至兩年全日制。澳洲鮮少使用GMAT，通常由各教育機構自行訂定入學要求，通常包括數年管理層工作經驗及具備學術能力。澳洲管理協會每年發佈澳洲MBA星級評比，《Financial Review Boss》則每兩年進行MBA排名。
- 澳洲國立大學商業與經濟學院（ANU College of Business and Economics）[36][37]
- 新南威爾斯大學商學院
- 墨爾本商學院

#### 紐西蘭
在紐西蘭，多數大學提供MBA課程，通常以兼讀或夜間上課的方式進行。僅有兩所大學為國際學生提供全日制課程，分別是奧塔哥大學和奧克蘭理工大學。其中，奧塔哥大學的MBA歷史較悠久，課程為240學分；而AUT的MBA課程則為180學分。